# جان جی. میلتون
جان جرالد میلتون (به انگلیسی: John Gerald Milton) سناتور سابق عضو حزب دموکرات ایالات متحده آمریکا بود. وی در سال ۱۹۳۸ میلادی سناتور ایالت نیوجرسی در سنای ایالات متحده آمریکا بود.